# Helen Gallagher
Helen Gallagher   (Brooklyn, 19 de juliol de 1926 - Manhattan, 24 de novembre de 2024) va ser una actriu, ballarina i cantant estatunidenca. Al llarg de la seva carrera professional va rebre tres premis Emmy, dos premis Tony i un premi Drama Desk.
El treball de Gallagher als escenaris de Nova York va durar set dècades, amb la seva gran oportunitat en el paper de Nancy al musical High Button Shoes. Gallagher de 1947. Gallagher va guanyar el seu primer premi Tony pel seu paper de Gladys Bumps al revival de 1952 de Pal Joey, i va guanyar el seu primer paper protagonista a l'escenari de Broadway el 1953, protagonitzant Hazel Flagg. Dos papers escènics més destacables per a Gallagher van incloure la seva carrera com a Nickie a Sweet Charity, que va començar el gener de 1966, i que va guanyar a Gallagher una nominació al premi Tony; i després, un any i mig més tard, Gallagher va substituir Gwen Verdon en el paper principal de Charity.
Gallagher va guanyar el seu segon premi Tony, així com un premi Drama Desk pel seu paper de Lucille Early a la reactivació de 1971 del clàssic musical dels anys 20 classic No, No, Nanette. Per al públic que no està familiaritzat amb la seva obra teatral, Gallagher és potser més reconeguda com la matriarca irlandesa Maeve Ryan a la telenovel·la de l'ABC Ryan's Hope. Va interpretar a Maeve durant la durada de l'espectacle, des del juliol de 1975 fins al gener de 1989, i va ser reconeguda amb tres premis Emmy Daytime. Gallagher va actuar per última vegada als escenaris de Nova York l'any 2000 i encara està activament implicat en la indústria, treballant com a professora d'interpretació al Herbert Berghof Studio a la ciutat de Nova York.

## Biografia
Nascut a Brooklyn, Nova York, el 19 de juliol de 1926, Gallagher es va criar a Scarsdale, Nova York i el Bronx. Els seus pares es van separar i va ser criada per una tia. Ella patia d'asma.

### Carrera

#### Teatre
Gallagher va ser conegut durant dècades com a intèrpret de Broadway. Va aparèixer a in Make a Wish, Hazel Flagg, Portofino, High Button Shoes i Sweet Charity (pel qual va rebre una nominació als premis Tony de 1967 com a actriu de repartiment en un musical), finalment va assumir el paper principal i va tancar la carrera original de Broadway. També va aparèixer a Cry for Us All.

### Televisió
El 1949, Gallagher va ser copresentadora de Manhattan Showcase, un programa de descoberta de talents de 15 minuts a la televisió CBS.
Malgrat l'extens treball a Broadway, Gallagher és potser més coneguda per molts nord-americans que no coneguin el seu repertori teatral com la matriarca irlandesa Maeve Ryan a la telenovel·la de l'ABC Ryan's Hope, un paper que va interpretar durant tota la durada de l'espectacle, de 1975 a 1989. Va ser nominat a cinc premis Emmy Daytime pel seu treball a la sèrie, guanyant el 1976, 1977 i 1988.
En el moment en què va ser emesa a Ryan's Hope, Gallagher va ensenyar cant a casa seva tres cops per setmana. Michael Hawkins, que va interpretar el primer Frank Ryan, va ser un dels seus alumnes.
A mesura que l'espectacle va avançar cap als anys 80, les qualificacions de l'espectacle, mai a nivells de superproducció, van baixar molt. Els executius de l'ABC van cancel·lar Ryan's Hope el 1989. La creadora i escriptora principal Claire Labine va escriure el final de l'episodi final amb Maeve al bar familiar, cantant "Danny Boy". Gairebé immediatament després de la cancel·lació de Ryan's Hope, Gallagher va tenir una estada de dos dies com a convidada a Another World, i ha aparegut a All My Children com a infermera estricta i a One Life to Live com a terapeuta sexual (el fill del qual es va casar amb el doctor Dorian Lord). Ha continuat actuant en diverses produccions teatrals de l'off-Broadway i professionals.

#### Anys posteriors
El 1984, Gallagher va protagonitzar el paper principal de Tallulah, una biografia musical de l'actriu Tallulah Bankhead. A la dècada de 1990, va protagonitzar Law & Order i The Cosby Mysteries. El 1997, va protagonitzar la pel·lícula dramàtica independent de temàtica LGBT Neptune’s Rocking Horse.
Va ser professora del Herbert Berghof Studio de la ciutat de Nova York.

## Crèdits professionals

### Teatre
| Data d'inici           | Data de tancament      | Títol                         | Paper                                         | Teatre                                                   |
| ---------------------- | ---------------------- | ----------------------------- | --------------------------------------------- | -------------------------------------------------------- |
| 7 de desembre de 1944  | 12 de maig de 1945     | Seven Lively Arts             | Understudy Corps de Ballet                    | Ziegfeld                                                 |
| 6 de setembre de 1945  | 15 de setembre de 1945 | Mr. Strauss Goes to Boston    | Corps de Ballet                               | New Century                                              |
| 21 de desembre de 1945 | 29 de juny de 1946     | Billion Dollar Baby           | Chorine Dancer Neighbor                       | Alvin                                                    |
| 13 de març de 1947     | 31 de juliol de 1948   | Brigadoon                     | Dancer                                        | Ziegfeld                                                 |
| 9 d'octubre de 1947    | 2 de juliol de 1949    | High Button Shoes             | Nancy                                         | New Century Shubert Broadway                             |
| 13 d'octubre de 1949   | 18 de març de 1950     | Touch and Go                  | Daughter Neighbor The Girl Theatregoer        | Broadhurst Broadway                                      |
| 18 d'abril de 1951     | 14 de juliol de 1951   | Make a Wish                   | Poupette                                      | Winter Garden                                            |
| 3 de gener de 1952     | 18 d'abril de 1953     | Pal Joey                      | Gladys Bumps                                  | Broadhurst                                               |
| February 11, 1953      | 19 de setembre de 1953 | Hazel Flagg                   | Hazel Flagg                                   | Mark Hellinger                                           |
| 13 de maig de 1954     | November 24, 1956      | The Pajama Game               | Gladys (replacement)                          | St. James Shubert Theatre                                |
| 20 d'abril de 1955     | 31 de maig de 1955     | Guys and Dolls                | Miss Adelaide                                 | City Center                                              |
| 18 de maig de 1955     | 29 de maig de 1955     | Finian's Rainbow              | Sharon McLonergan                             | City Center                                              |
| 9 d'abril de 1957      | 5 de maig de 1957      | Brigadoon                     | Meg Brockie                                   | Adelphi                                                  |
| 21 de febrer de 1958   | 22 de febrer de 1958   | Portofino                     | Kitty                                         | Adelphi                                                  |
| 19 de març de 1958     | 30 de març de 1958     | Oklahoma!                     | Ado Annie Carnes                              | City Center                                              |
| 31 de desembre de 1964 | 23 de gener de 1965    | Royal Flush                   | Understudy                                    | Shubert                                                  |
| 29 de gener de 1966    | 15 de juliol de 1967   | Sweet Charity                 | Nickie understudy Charity replacement Charity | Palace                                                   |
| 24 de maig de 1966     | 3 de gener de 1970     | Mame                          | substituint Agnes Gooch                       | Winter Garden Broadway                                   |
| 8 d'abril de 1970      | 15 d'abril de 1970     | Cry for Us All                | Bessie Legg                                   | Broadhurst                                               |
| 19 de gener de 1971    | 3 de febrer de 1973    | No, No, Nanette               | Lucille Early                                 | 46th Street                                              |
| 11 de novembre de 1972 | 11 de febrer de 1973   | Much Ado About Nothing        | Choreography assistant to Donald Saddler      | Winter Garden                                            |
| 26 d'abril de 1976     | 9 de maig de 1976      | Tickles by Tucholsky          |                                               | Theatre Four                                             |
| 5 d'octubre de 1977    | 27 de novembre de 1977 | The Misanthrope               | Arsinoe                                       | Joseph Papp Public Theater New York Shakespeare Festival |
| 14 de juny de 1978     | 3 de desembre de 1978  | The American Dance Machine    | Choreographic reconstruction                  | Century                                                  |
| 10 d'octubre de 1978   | 12 de novembre de 1978 | A Broadway Musical            | Maggie Simpson                                | Theatre of the Riverside Church                          |
| 8 d'octubre de 1979    | 28 d'agost de 1982     | Sugar Babies                  | Replacement                                   | Mark Hellinger                                           |
| 14 de maig de 1981     | 25 d'octubre de 1981   | I Can't Keep Running in Place | Beth                                          | Westside                                                 |
| 13 de juny de 1983     | Desconeguda            | Tallulah                      | Tallulah Bankhead                             | Westside Arts                                            |
| 23 d'agost de 1983     | 5 de setembre de 1983  | Same Time, Next Year          | Doris                                         | Ivoryton Playhouse                                       |
| 9 de març de 1987      | 9 de març de 1987      | Star Dust                     | Performer                                     | Sardi's                                                  |
| 17 de maig de 1990     | 8 de juliol de 1990    | Annie 2                       | Fran Riley                                    | Norma Terris                                             |
| 6 de setembre de 1990  | 9 de setembre de 1990  | Money Talks                   |                                               | Promenade                                                |
| Juny de 1996           | Juny de 1996           | Home                          | Mother                                        | Ensemble Studio Theatre                                  |
| 9 d'abril de 1997      | 27 de maig de 1997     | No, No, Nanette               |                                               | Paper Mill Playhouse                                     |
| 28 de gener de 2000    | 30 de gener de 2000    | 70, Girls, 70                 | Gert                                          | York Theatre Company                                     |

### Cinema i televisió
| Any       | Títol                                    | Paper             | Notes                                                                 |
| --------- | ---------------------------------------- | ----------------- | --------------------------------------------------------------------- |
| 1949      | Manhattan Showcase                       | Presentadora      |                                                                       |
| 1951      | Don Ameche's Musical Playhouse           | Ella mateixa      | 25 de gener de 1951                                                   |
| 1951      | Don Ameche's Musical Playhouse           | Ella mateixa      | 4 de febrer de 1951                                                   |
| 1951      | Paul Whitman's Goodyear Revue            | Ella mateixa      | 20 de maig de 1951                                                    |
| 1951      | General Electric Guest House             | Ella mateixa      | 12 d'agost de 1951                                                    |
| 1951      | The Mel Torme Show                       | Ella mateixa      | 5 de novembre de 1951                                                 |
| 1951      | Colgate Comedy Hour                      | Ella mateixa      | Episodis 1.35 i 1.40                                                  |
| 1952      | The Ezio Pinza Show                      |                   | 1 de febrer de 1952                                                   |
| 1953      | The Ed Sullivan Show                     | Ella mateixa      | Episodis 6.25 and 6.45                                                |
| 1954      | Kraft Television Theatre                 |                   | Sèrie de televisió, episodi: Pardon My Prisoner                       |
| 1955      | Colgate Comedy Hour                      | Ella mateixa      | Episodi 5.33                                                          |
| 1955      | A.N.T.A. Album of 1955                   | Ella mateixa      |                                                                       |
| 1958      | The Ed Sullivan Show                     | Ella mateixa      | Episodis 11.17, 11.19 i 11.32                                         |
| 1960      | Strangers When We Meet                   | Betty Anders      |                                                                       |
| 1960      | Hallmark Hall of Fame                    | Lise              | Sèrie de televisió, episodi: Shangri-La                               |
| 1961      | The Bell Telephone Hour                  | Ella mateixa      | Sèrie de televisió, episodi: The Music of Richard Rodgers             |
| 1961      | Yves Montand on Broadway                 | Ella mateixa      |                                                                       |
| 1971      | The David Frost Show                     | Ella mateixa      | Episodi 3.109                                                         |
| 1971      | The Tonight Show Starring Johnny Carson  | Ella mateixa      | Feb 4, 1971                                                           |
| 1972      | 26ns Presmis Tony                        | Ella mateixa      |                                                                       |
| 1973      | 27ns Premis Tony                         | Ella mateixa      |                                                                       |
| 1976      | The American Woman: Portraits of Courage | Mary Harris Jones |                                                                       |
| 1977      | Roseland                                 | Cleo              |                                                                       |
| 1975–1989 | Ryan's Hope                              | Maeve Ryan        | Sèrie de televisió, 789 episodis                                      |
| 1982      | Family Feud                              | Ella mateixa      | 8 febrer de 1982                                                      |
| 1989      | Live with Regis                          | Ella mateixa      | 13 de gener de 1989                                                   |
| 1989      | Entertainment Tonight                    | Ella mateixa      | 13 de gener de 1989                                                   |
| 1989      | Another World                            | Hannah Tuttle     | Sèrie de televisió, 2 episodis                                        |
| 1993      | Law & Order                              | Flo Bishop        | Sèrie de televisió, episodi: Born Bad                                 |
| 1995      | The Cosby Mysteries                      |                   | Sèrie de televisió, episodi: Last Tango                               |
| 1995      | All My Children                          | Nurse Harris      | Sèrie de televisió, 2 episodis                                        |
| 1997      | Neptune's Rocking Horse                  | Sadie             |                                                                       |
| 1997–1998 | One Life to Live                         | Dr. Maud Boylan   | Sèrie de televisió, 6 episodis                                        |
| 2009      | American Masters                         | Ella mateixa      | Sèrie de televisió, episodi: Jerome Robbins: Something to Dance About |

## Premis i nominacions
| Any  | Premi               | Categoria                               | Treball         | Resultat  |
| ---- | ------------------- | --------------------------------------- | --------------- | --------- |
| 1952 | Premis Tony         | Millor actriu de repartiment de musical | Pal Joey        | Guanyador |
| 1966 | Premis Tony         | Millor actriu de repartiment de musical | Sweet Charity   | Nominat   |
| 1971 | Premis Tony         | Millor actriu de musical                | No, No, Nanette | Guanyador |
| 1971 | Premis Drama Desk   | Actriu més destacada a un musical       | No, No, Nanette | Guanyador |
| 1976 | Premis Emmy Daytime | Actriu més destacada en una sèrie       | Ryan's Hope     | Guanyador |
| 1977 | Premis Emmy Daytime | Actriu més destacada en una sèrie       | Ryan's Hope     | Guanyador |
| 1979 | Premis Emmy Daytime | Actriu més destacada en una sèrie       | Ryan's Hope     | Nominat   |
| 1981 | Premis Emmy Daytime | Actriu més destacada en una sèrie       | Ryan's Hope     | Nominat   |
| 1988 | Premis Emmy Daytime | Actriu més destacada en una sèrie       | Ryan's Hope     | Guanyador |